# Harry Tanfield
Harry Tanfield (Great Ayton, 17 november 1994) is een Engels wielrenner. Zijn jongere broer Charlie is ook wielrenner. Hij heeft een relatie met professioneel renster Marjolein van 't Geloof.

## Carrière
In 2015 werd Tanfield, achter Steele Von Hoff en Chris Opie, derde in de East Midlands International Cicle Classic. In 2017 behaalde hij zijn eerste UCI-overwinning toen hij de beste was in de eerste etappe van de Ronde van Quanzhou Bay. De leiderstrui die hij daaraan overhield raakte hij een dag later kwijt aan zijn ploeggenoot Max Stedman.

## Overwinningen
2016
7e etappe Ronde van het Poyangmeer
2017
1e etappe Ronde van Quanzhou Bay
2018
1e etappe Ronde van Yorkshire
 Tijdrit op de Gemenebestspelen
2023
Heusden Koers

## Resultaten in voornaamste wedstrijden
| Jaar | Ronde van Italië | Ronde van Frankrijk | Ronde van Spanje |
| ---- | ---------------- | ------------------- | ---------------- |
| 2019 |                  |                     |                  |
| 2020 |                  |                     | opgave           |

| Jaar | Gent-Wevelgem | Parijs-Tours |
| ---- | ------------- | ------------ |
| 2019 | opgave        | opgave       |
| 2020 |               |              |

## Ploegen
- 2015 –  JLT Condor
- 2016 –  Pedal Heaven
- 2017 –  BIKE Channel Canyon
- 2018 –  Canyon Eisberg
- 2019 –  Team Katjoesja Alpecin
- 2020 –  AG2R La Mondiale
- 2021 –  Team Qhubeka-ASSOS
- 2022 –  Ribble Weldtite Pro Cycling
- 2023 –  TDT-Unibet
- 2024 –  Saint Piran
- 2025 –  Hubo-Scott CT

Chapman · Ferguson · Fox · Fry · Gardias · Gullen · Jones · McGowan · Paton · Pullar · Stedman · Tanfield · Tipper · Townsend · Webber · Wilkinson · Womersley
Atkins · Fry · Gardias · Lowe · Lowsley-Williams · Nowell · Opie · Partridge · Pullar · Richardson · Stedman · H. Tanfield · Townsend · Webber · Womersley · C. Tanfield (stagiair)
Fry · Gardias · Lowe · Lowsley-Williams · Nowell · Opie · Page · Paton · Pullar · Rose-Davies · Stedman · C. Tanfield · H. Tanfield · Tennant · Townsend
Battaglin · Biermans · Boswell · Cras · Debusschere · Dowsett · Fabbro · Gonçalves · Guerreiro · Haas · Haller · Hollenstein · Kittel · Koeznetsov · Kotsjetkov · Navarro · Politt · Smit · Špilak · Strachov · Tanfield · Würtz Schmidt · Zabel · Zakarin
Bardet · Bidard · Bouchard · Champoussin (vanaf 1 april) · Cherel · Chevrier · Cosnefroy · Dillier · Domont · Duval · Frank · Gallopin · Gastauer · Geniez · Godon · Gougeard · Hänninen · Jauregui · Latour · L. Naesen · O. Naesen · Paret-Peintre · Peters · Tanfield · Vandenbergh · Vendrame · Venturini · Vuillermoz · Warbasse · Jullien (stagiair) · Reugel (stagiair) · Verger (stagiair)
Armée · Aru · Barbero · Bennett · Brown · Campenaerts · Claeys · Clarke · Dlamini · Frankiny · Gogl · Hansen · Henao · Janse van Rensburg · Lindeman · Nizzolo  · Pelucchi · Power · Pozzovivo · Schmid · Stokbro · Sunderland · Tanfield · Vacek · Vinjebo · Walscheid · Wiśniowski
Tietema · Bloem · Budding · de Vries · Inkelaar · Toussaint · Bomboi · Bouts · Loockx (vanaf 1/10) · Stockman · Vandevelde · Kopecký · Tanfield